# Східно-Угорське королівство
Східно-Угорське королівство (угор. Keleti Magyar Királyság) — королівство, утворене після розпаду Угорського королівства.
У 1526 році, після битви при Могачі, Угорське королівство впало під тиском турків. У 1541 році, після взяття турками Буди, Угорщина була розділена на три частини. Габсбурги отримали контроль над землями на півночі і заході (Західно-Угорське королівство), турки отримали Османську Угорщину, а в східній частині трансильванський воєвода Янош Заполья за допомогою турків заснував Східно-Угорське королівство. 29 лютого 1528 султан Сулейман I Пишний погодився піти на союз з Заполья, і дав йому письмові гарантії своєї підтримки. У 1539 Янош Заполья одружився з Ізабеллою, яка була дочкою короля Польщі та Великого князя Литовського Сигізмунда І (Старого) Ягеллона і Бони Сфорци. 7 липня 1540 у них народився син, який отримав ім'я Янош ІІ (Жигмонд) Заполья, а вже 22 липня того ж року Янош Заполья помер в результаті хвороби. Правління в країні відійшло до рук Ізабелли, вдови Заполья, яка була регенткою при малолітньому Яноші ІІ під патронатом Османської імперії.

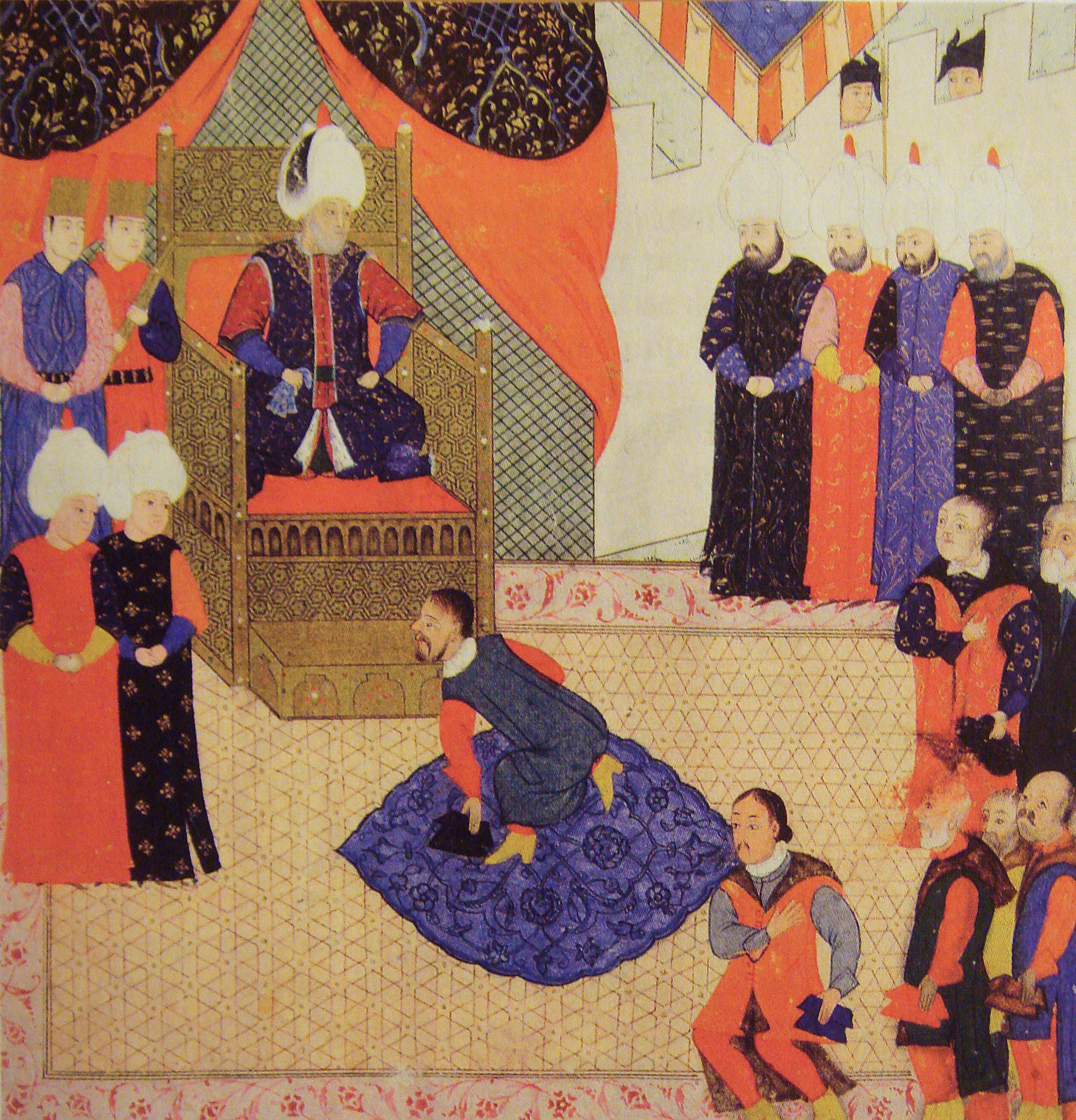
Янош II Заполья вклоняється перед Сулейманом Пишним в 1556 році, турецька мініатюра

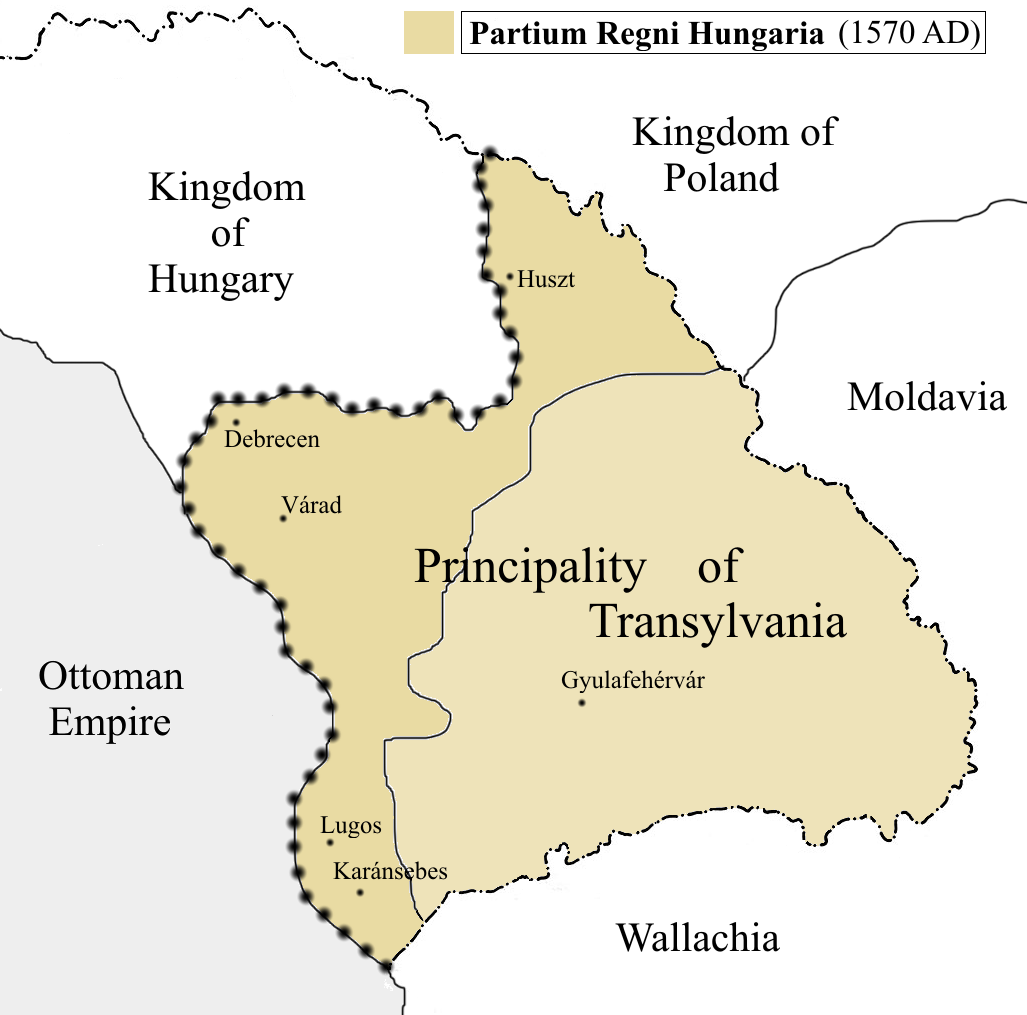
Розділ Східно-Угорського королівства в 1570 році.

У 1570 році Янош II Жигмонд, син Яноша Заполья, відмовився від претензій на титул «Король Угорщини» на користь Максиміліана II, який претендував на цей титул з 1563 року. При цьому Янош II залишив за собою титул «князь Трансільванії». У 1571 році в Шпаєрі була підписана Шпаєрська угода, згідно з якою Янош II відмовлявся від титулу «Король Угорщини», а приймав титул «Великий князь Трансільванії». Для нього створювалося нове герцогство (князівство): «Joannes, serenissimi olim Joannis regis Hungariae, Dalmatiae, Croatiae etc. filius, Dei gratia princeps Transsylvaniae ac partium regni Hungariae». Звідси і пішла назва Парціум .
Дана угода підтверджував принцип єдиної Угорщини: Парціум і Трансільванія передавалися Яношу II, але як імперському князю. Як згадувалося вище, Заполья контролювали Парціум і до цього, але договір дозволив їм володіти цією територією без страху, що Габсбурги оскаржать влада роду Заполья. У певному сенсі Заполья обміняли титул на територію.
З підписанням договору в Шпаєрі Східно-Угорське королівство припинило своє існування, розділившись на Герцогство Парціум і Трансильванське князівство.